# Thomas Bareiß

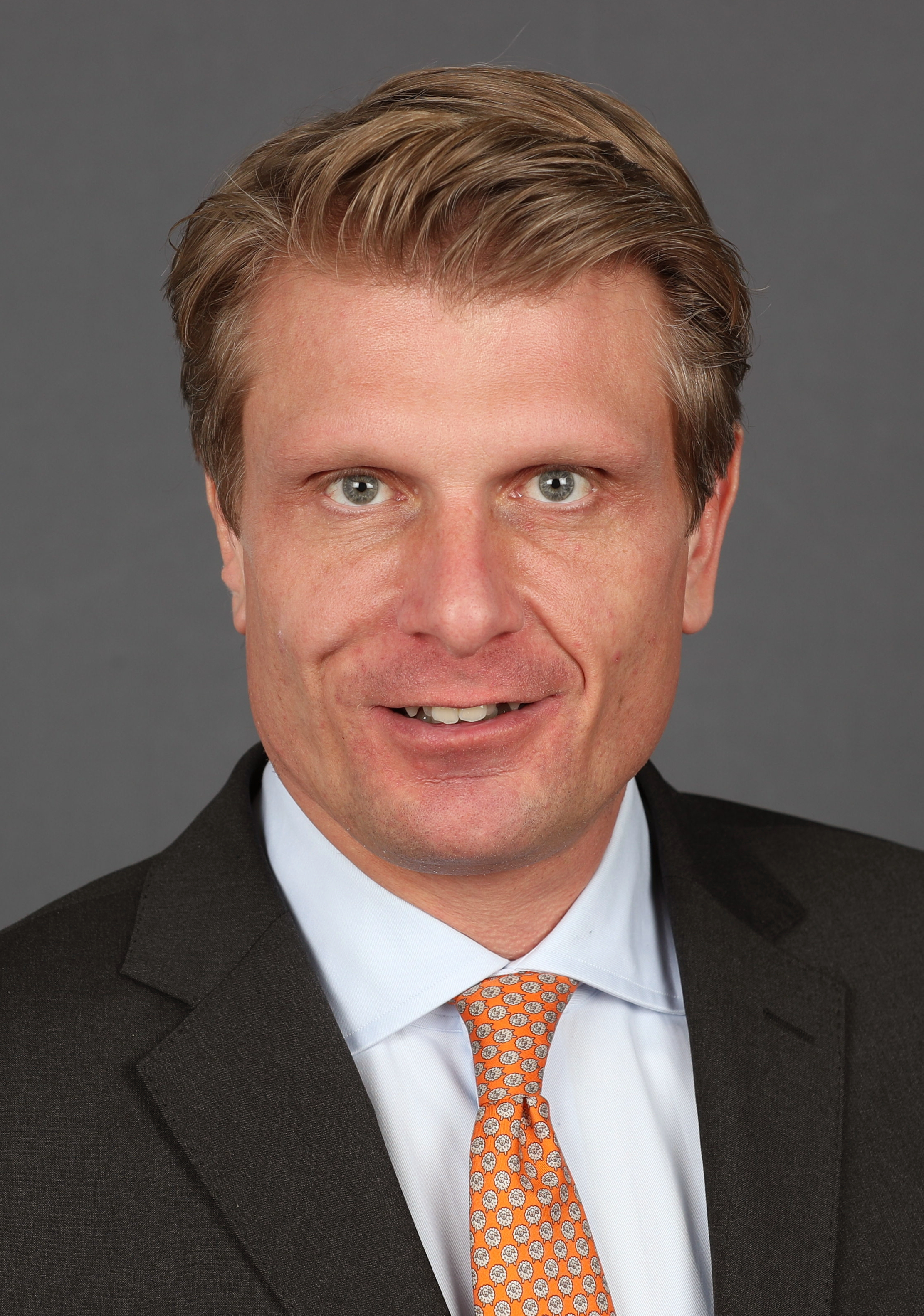
Thomas Bareiß (2020)

Thomas Bareiß (* 15. Februar 1975 in Albstadt-Ebingen) ist ein deutscher Politiker (CDU). Er ist seit 2005 Mitglied des Deutschen Bundestages und war von 2018 bis 2021 im Kabinett Merkel IV Parlamentarischer Staatssekretär beim Bundesminister für Wirtschaft und Energie sowie Beauftragter der Bundesregierung für Tourismus. Von 2020 bis 2021 war er zusätzlich Beauftragter der Bundesregierung für den Mittelstand.

## Leben

### Privates
Bareiß ist evangelisch. Er ist seit September 2016 in zweiter Ehe mit der früheren nordrhein-westfälischen Landtagsabgeordneten Andrea Verpoorten verheiratet und lebt mit ihr in Balingen.

### Ausbildung und Beruf
Nach dem Abitur 1994 am Wirtschaftsgymnasium Albstadt leistete Bareiß seinen Wehrdienst bei der Luftwaffe in Meßstetten und auf dem Heuberg ab. 1995 begann er ein Studium der Betriebswirtschaftslehre an der Berufsakademie Ravensburg, das er 1998 als Diplom-Betriebswirt (BA) beendete. Von 1999 bis 2005 war er als Assistent der Geschäftsführung, Leiter des Bereichs Controlling und zuletzt als Leiter des Bereichs EDV und Organisation in einem mittelständischen Textilunternehmen in Meßstetten tätig.

## Politischer Werdegang

### Parteilaufbahn
Bareiß wurde schon als Schüler 1990 Mitglied der Jungen Union und 1994 auch der CDU. Von 1997 bis 2003 war er Vorsitzender des JU-Kreisverbandes Zollernalb und von November 2002 bis November 2006 Landesvorsitzender der Jungen Union Baden-Württemberg.
Daneben war Bareiß von 2001 bis 2005 Mitglied des Kreisvorstands der CDU Zollernalb und von 2007 bis 2012 Kreisvorsitzender. Seit 2002 gehörte er in seiner Eigenschaft als Landesvorsitzender der Jungen Union als beratendes Mitglied dem CDU-Landesvorstand Baden-Württemberg an, seit dem Landesparteitag 2005 als gewähltes Mitglied. In seiner Funktion als Vorsitzender des CDU-Bezirksverbands Württemberg-Hohenzollern ist er seit 2011 Mitglied im Präsidium der CDU Baden-Württemberg.
Am 22. Oktober 2011 wurde Thomas Bareiß zum neuen Vorsitzenden des rund 13.000 Mitglieder starken CDU-Bezirksverbands Württemberg-Hohenzollern gewählt. Er gewann knapp gegen die ehemalige Umwelt- und Verkehrsministerin Baden-Württembergs Tanja Gönner. Er wurde 2013, 2015 und 2018 ohne Gegenkandidat wiedergewählt (mit 99 %, 95,1 % bzw. 93,8 % der Stimmen).
Im Dezember 2018 wurde er in den CDU-Bundesvorstand gewählt. Diesem gehörte er bis Mai 2024 an.

### Abgeordnetentätigkeit (seit 1999)

#### Kommunalpolitik (1999–2013)
Von 1999 bis 2008 war Bareiß im Gemeinderat seines Heimatortes Meßstetten, von 2004 bis 2013 war er Mitglied im Kreistag des Zollernalbkreises.

#### Deutscher Bundestag (seit 2005)
Seit 2005 ist er stets als direkt gewählter Kandidat des Bundestagswahlkreises Zollernalb – Sigmaringen Mitglied des Deutschen Bundestages.
Bei der Bundestagswahl 2005 erreichte er mit 55,5 Prozent der Stimmen das beste Erststimmenergebnis in Baden-Württemberg. In der 17. Legislaturperiode gehörte Bareiß als ordentliches Mitglied dem Ausschuss für die Angelegenheiten der Europäischen Union sowie dem Ausschuss für Wirtschaft und Technologie an. Als stellvertretendes Mitglied gehörte er dem Ausschuss für Umwelt, Naturschutz und Reaktorsicherheit sowie dem 1. Untersuchungsausschuss (Gorleben) an. Daneben war er von 2008 bis 2018 Mitglied im Beirat der Bundesnetzagentur für Elektrizität, Gas, Telekommunikation, Post und Eisenbahn.
Bei der Bundestagswahl 2009 erhielt er 49,4 Prozent der Erststimmen und war von 2010 bis 2014 Koordinator (ab 2018 Beauftragter) für Energiepolitik und Mitglied im Vorstand der CDU/CSU-Bundestagsfraktion. Von Januar 2010 bis 2014 war Thomas Bareiß  Zudem ist er stellvertretender Vorsitzender der baden-württembergischen CDU-Landesgruppe im Deutschen Bundestag.
Bareiß kandidierte erneut bei der Bundestagswahl 2013 und erzielte mit 60,7 Prozent der Erststimmen das beste Ergebnis in Baden-Württemberg und das zweitbeste CDU-Erststimmenergebnis deutschlandweit. Er war in dieser Legislaturperiode Mitglied im Ausschuss für Wirtschaft und Energie. Bareiß übte 2016 neben seinem Bundestagsmandat elf veröffentlichungspflichtige Nebentätigkeiten aus, davon bezahlte Nebentätigkeiten in Höhe von 19.500 bis 40.500 Euro. Als Verhandlungsführer für Wirtschaft und Finanzen hat Thomas Bareiß im April 2016 nach der baden-württembergischen Landtagswahl maßgeblich den Koalitionsvertrag zwischen CDU und Grünen ausgehandelt. Von Juni 2017 bis 2018 war Bareiß stellvertretender Kuratoriumsvorsitzender des Atom-Altlasten-Fonds, der die Rücklagen für die Endlagerung der hochradioaktiven Kernenergieabfälle verwaltet. Weiter engagiert sich Bareiß seit langer Zeit für die transatlantischen Beziehungen.
Bei der Bundestagswahl 2017 erzielte Bareiß sein bis dahin schlechteste Erststimmenergebnis mit 45,0 Prozent. Im Januar 2018 war Thomas Bareiß Teil der Sondierungsgruppe, die mit der SPD über eine mögliche Große Koalition verhandelte. Bareiß wurde als Energiebeauftragter der CDU/CSU-Bundestagsfraktion in die Sondierungsgruppe Energie, Klimaschutz und Umwelt berufen.
Bei der Bundestagswahl 2021 gewann Bareiß zum fünften Mal in Folge seinen Wahlkreis. Er verteidigte sein Bundestagsmandat mit einem Stimmenanteil von 30,1 Prozent der Erststimmen. Seit dem 26. Mai 2023 ist Bareiß Mitglied der Parlamentarischen Versammlung des Europarates.
Für die Bundestagswahl 2025 wurde Bareiß von seiner Partei erneut zum Kandidaten des Wahlkreises Zollernalb – Sigmaringen nominiert und erhielt 37,1 Prozent der Erststimmen. Im 21. Deutschen Bundestag ist Bareiß Mitglied im Haushaltsausschuss sowie stellvertretendes Mitglied im Ausschuss für Wirtschaft und Energie.

### Bundesministerium für Wirtschaft und Energie (2018–2021)
Von März 2018 bis Dezember 2021 war Thomas Bareiß Parlamentarischer Staatssekretär im Bundesministerium für Wirtschaft und Energie. In dieser Funktion vertrat er den Bundeswirtschaftsminister insbesondere im Deutschen Bundestag, im Bundesrat und gegenüber den Bundestagsfraktionen und war zuständig für die Bereiche Energie und Mittelstand. Ferner war Thomas Bareiß von April 2018 bis Dezember 2021 Beauftragter der Bundesregierung für Tourismus. Er koordinierte als solcher die Tourismusstrategie der Bundesregierung und stand für diese im Austausch mit dem europäischen und internationalen Ausland. Von April 2020 bis Dezember 2021 war Thomas Bareiß daneben noch Beauftragter der Bundesregierung für Mittelstand. Als Mittelstandsbeauftragter war er für die Bundesregierung federführend bei der wirtschaftlichen Bewältigung der Corona-Krise tätig und verantwortete die Mittelstandsstrategie „Wertschätzung, Stärkung, Entlastung“, die den als zentral wichtig erachteten Mittelstand stärken sollte.

## Politische Positionen

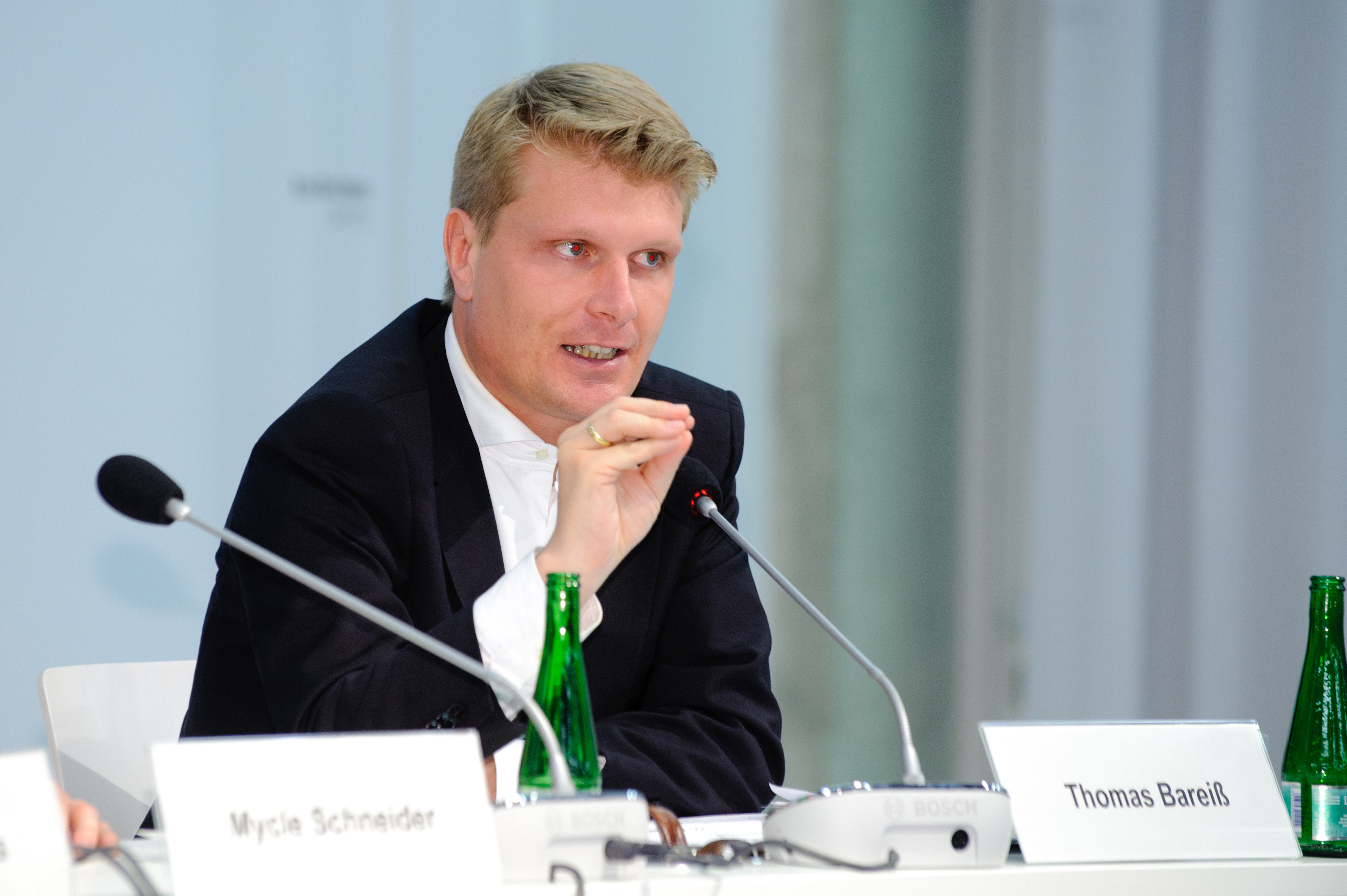
Thomas Bareiß (2010)

### Energie- und Klimapolitik
Bareiß lehnte 2019 die Einführung einer CO2-Steuer ab. Die angeblich hohen Kosten für breite Schichten der Gesellschaft seien problematisch. Einem CO2-Emissionshandel steht er offen gegenüber.
Nach der Veröffentlichung des Rezo-Videos Die Zerstörung der CDU und dem schlechten Abschneiden der CDU bei der Europawahl 2019 äußerte sich Bareiß kritisch über Erstwähler und deren Forderung nach einer CO2-Steuer. Er schrieb in einem Tweet, beim Thema CO2-Steuer werde schlussendlich die Vernunft siegen, „wenn die #Erstwähler mal ihr eigenes Geld verdienen und selber spüren, wer das alles bezahlen muss.“ Dann sehe „die Wahl vielleicht auch wieder anders aus“. Klima-Aktivisten, junge Influencer und Medien kritisierten Bareiß für diese Äußerung, tausende Twitter-Kommentare wandten sich gegen seine Position.
Der Parlamentarische Geschäftsführer der Bundestagsfraktion der Linken, Niema Movassat, warf Bareiß Abgehobenheit und Arroganz im Umgang mit Erstwählern vor. Auch der CDU-Politiker Ruprecht Polenz ordnete Bareiß’ Tweet als Fehler ein. Trotz zahlreichen Widerspruchs blieb Bareiß bei seinen Äußerungen.
Die Journalistinnen Susanne Götze und Annika Joeres ordneten Bareiß 2020 als klimawandelskeptisch ein. Zudem führen sie an, eine Gruppe von drei CDU-Politikern bestehend aus Bareiß, Joachim Pfeiffer und Carsten Linnemann werde bundestagsintern zusammen als „Bermudadreieck der Energiewende“ bezeichnet, das jeden (klimapolitischen) Fortschritt schlucke. Bareiß steht ebenfalls dem Lobbyverband Initiative Neue Soziale Marktwirtschaft (INSM) nahe und sprach sich 2019 als amtierender Staatssekretär im Wirtschaftsministerium für die Klimapläne der INSM aus, deren Hauptprojekt es 2019 war, die Einführung einer CO2-Steuer in Deutschland zu verhindern. Angefragt auf dieses Wirken sah er kein Problem dabei, Werbung für Arbeitgeberverbände wie die INSM zu machen. Vielmehr spreche er wie viele Regierungsmitglieder auf Einladung für viele unterschiedliche Organisationen. Auch gemäß Lobbycontrol steht Bareiß dem Klimaschutz „sehr kritisch“ gegenüber.
Am 28. April 2016 stimmte Bareiß bei einer namentlichen Abstimmung über eine Gesetzesvorlage zum Fracking-Verbot mit Nein und positionierte sich damit für zukünftige Genehmigungen von Frackingprojekten.
Im Juli des Bundestagswahl-Jahres 2021 veröffentlichte die Umweltschutzorganisation Greenpeace die rund 50-seitige Publikation Wir haben verhindert – Die 31 schlimmsten Klimabremser der Großen Koalition. Bareiß wird darin als einer von sechs „Hardlinern“, allesamt CDU-Mitglieder, gelistet und als „Der zwielichtige Staatssekretär“ bezeichnet.
Im August 2021, weniger als einen Monat vor der Bundestagswahl 2021, rief das Kampagnen-Netzwerk Campact dazu auf, in Bareiß’ Wahlkreis Zollernalb-Sigmaringen dessen Herausforderer Johannes Kretschmann (Grüne) zu wählen, den Sohn des baden-württembergischen Ministerpräsidenten Winfried Kretschmann.
Erklärtes Ziel sei es, die Wiederwahl von Bareiß als Bundestagsabgeordneter zu verhindern, weil dieser einer von drei „Klima-Blockierer“ der Union im Bundestag sei. Bareiß selbst nannte die Anschuldigungen „unfair“ und sprach von der Kampagne einer „grünen Klimaschutz-Lobby“ und einer „Hexenjagd“ gegen seine Person, die anti-demokratisch wäre.
Johannes Kretschmann erklärte, er habe eine Zusammenarbeit mit Campact abgelehnt und keinen Einfluss auf die Kampagne. In der Folge kam es bei Wahlkampfauftritten von Bareiß vereinzelt zu Protesten von Klimaschützern.
Bareiß wurde kurz darauf mit dem Vorwurf konfrontiert, die Öffentlichkeit bewusst mit Falschaussagen zur Energiepolitik getäuscht zu haben. Auf einer Wahlkampfveranstaltung behauptete er, dass die Hälfte des Stroms in Deutschland aus erneuerbaren Energien stammen würde und dass diesen Wert kein anderes Land erreicht hätte. Unter anderem Journalisten und wiederum Campact protestierten und wiesen Bareiß eine Falschaussage nach. Laut Statistischem Bundesamt wurde in den ersten sechs Monaten von 2021 lediglich 44 Prozent des Stroms aus erneuerbaren Energien produziert; gemäß Angaben von Eurostat rangiert Deutschland in dieser Statistik im europäischen Vergleich lediglich an achter Stelle. Er relativierte diese Behauptung schließlich.
Im März 2025, während er den Koalitionsvertrag mit der SPD mitverhandelte, regte Bareiß an, die Erdgas-Pipeline Nord Stream 2 zu reparieren, damit nach Ende des russischen Krieges gegen die Ukraine wieder russisches Erdgas importiert werden könne. Die Pipeline könne „Teil eines Trump-Deals mit Russland werden“. Dafür erntete Bareiß parteiübergreifend scharfe Kritik, auch von Parteikollegen. Ruprecht Polenz (CDU) erklärte beispielsweise, diese sei „eine völlig abwegige Einschätzung“; man könne Russland nicht mehr trauen. Zugleich forderte er einen Abzug von Bareiß aus den Koalitionsverhandlungen.

### Gleichstellung und Sozialpolitik
Im Februar 2013 sprach sich Bareiß gegen eine Angleichung von eingetragener Lebenspartnerschaft und Ehe im Adoptions- und Steuerrecht aus. Der besondere Schutz der Ehe begründet sich für Bareiß aus dem gegenseitigen Bekenntnis zur Übernahme von Verantwortung. Außerdem sei die Ehe zwischen Mann und Frau „Ausgangspunkt für eine Familiengründung“. Er begründete seine Position zudem mit dem sonst drohenden Verlust an CDU-Stammwählern und fehlendem Rückhalt der Parteibasis.
Im April 2013 forderte der von ihm mitgegründete Berliner Kreis in der Union (Berliner Kreis) eine „Initiative zur Bekämpfung von Armutsmigration aus Bulgarien und Rumänien“.
Im März 2015 stimmte Bareiß gegen die Frauenquote. Er erklärte, diese verletze die „Chancen des Einzelnen“ und baue nicht Nachteile ab, sondern rufe neue hervor.

### Wirtschaftspolitik
Im August 2018 warb er dafür, Urlaub in der Türkei zu machen, nachdem 2017 deutsche Touristen in der Türkei inhaftiert wurden. Er behauptete, dass Tourismus Brücken zwischen Ländern baue und man dies „derzeit mehr denn je“ brauche.
Nach dem Vorstandsbeschluss der Daimler AG, im Jahr 2019 keine Parteispenden zu tätigen, nannte Bareiß diesen „verantwortungslos, demokratiegefährdend und dumm“.

### Griechenlandhilfen
Im Juli 2015 wendete sich Bareiß gegen weitere deutsche Milliardenhilfen für Griechenland.

### Flüchtlingskrise
Bareiß kritisierte im September 2015 während der Flüchtlingskrise in Europa Bundeskanzlerin Angela Merkel.

### Impfpflicht gegen COVID
Bareiß sagte am 21. November 2021 angesichts einer auf 327,7 gestiegenen Sieben-Tage-Inzidenz (Zahl der Neuinfektionen pro 100.000 Einwohner in sieben Tagen) in seiner Funktion als Tourismusbeauftragter der (geschäftsführenden) Bundesregierung, die sich immer mehr zuspitzende Lage mache deutlich, dass eine COVID-Impfpflicht in Deutschland früher oder später nicht vermeidbar sei.
„Es war in der Rückschau betrachtet falsch, das nicht gleich von Anfang an zu sehen. Die damalige Hoffnung ist nachvollziehbar, aber war nicht realistisch.“

### Kulturkritik
Die Kritik der evangelischen Theologin Sarah Vecera am Blackfacing bei den Sternsingern wertete Bareiß als „identitäre Moralkeule“; er hoffe, dass die „‚Kirchenbasis‘ diese schöne Tradition auch in Zukunft pflegt und sich nicht beirren oder gar einschüchtern lässt“.

## Kontroversen

### Aserbaidschan-Affäre
Im Frühjahr 2020 kontaktierte Bareiß, der enge Kontakte nach Aserbaidschan pflegt, nach einer Anfrage von dort in seiner Tätigkeit als Parlamentarischer Staatssekretär und Tourismusbeauftragter der Bundesregierung, vom Bundeswirtschaftsministerium aus Löwenstein Medical, den zweitgrößten deutschen Hersteller von Beatmungsgeräten, telefonisch. Über den Inhalt des Telefonats gibt es unterschiedliche Aussagen. So hieß es in Medienberichten zunächst, das Unternehmen habe angegeben, Bareiß „habe in dem Telefonat darauf gedrungen, Beatmungsgeräte zuvorderst nach Baku zu liefern und das mit den guten Wirtschaftsbeziehungen zwischen Deutschland und der Kaukasus-Republik begründet.“ Dies wird vor allem im Zusammenhang mit der CDU/CSU-Maskenaffäre und den Lobbyismus-Vorwürfen gegen den Parteikollegen Mark Hauptmann sowie dem generellen Vorwurf, Aserbaidschan korrumpiere viele westliche Politiker, kritisch bewertet.
Das Unternehmen selbst nahm jedoch Abstand zur Berichterstattung: „Zu keinem Zeitpunkt wurden wir von Herrn Bareiß unter Druck gesetzt, noch haben wir eine solche Äußerung getätigt, auch nicht im Rahmen der oben genannten Veranstaltung oder der Presse gegenüber.“ Das Bundeswirtschaftsministerium erklärte, Thomas Bareiß habe „zu keinem Zeitpunkt einen Vertreter der Firma Löwenstein Medical zur prioritären Lieferung von Beatmungsgeräten nach Aserbaidschan aufgefordert.“
Des Weiteren war er im Kuratorium des Deutsch-Aserbaidschanischen Forums, von Lobbycontrol als „dubioses Aserbaidschan-Netzwerk“ bezeichnet wurde und ebenfalls im Zuge der Aserbaidschan-Affäre in die Schlagzeilen geriet.
Anfang September 2021 geriet Wirtschaftsstaatssekretär Bareiß abermals unter Verdacht, sich mit anderen Parteikollegen für eine Münchner Firma mit zweifelhaftem Ruf eingesetzt zu haben. Laut dem Spiegel trieben mehrere CDU-Funktionäre in der Ukraine Altschulden für die deutsche Firma Varex ein. Zum Vorwurf der Lobbyarbeit und dem Verdacht, unzulässige Schmiergeldzahlungen erhalten zu haben, erklärte Bareiß, dies wären „Mutmaßungen“ und „Unterstellungen“ ohne belastbare Grundlage.

### Transparenz
Im August 2015 wurde Bareiß zusammen mit 72 anderen Abgeordneten von der Plattform Abgeordnetenwatch.de mit der Note „Mangelhaft“ bewertet, weil er auf der Plattform keine Bürgerfragen beantwortet. Bareiß begründete dies in einem Leserbrief an die Lokalpresse mit einem Hinweis auf die angeblich mangelnde Seriosität der Plattform.

## Mitgliedschaften
Bareiß ist Mitglied in der überparteilichen Europa-Union Deutschland, die sich für ein föderales Europa und den europäischen Einigungsprozess einsetzt. Seit vielen Jahren ist Bareiß auch im Vorstand des „Vereins der Freunde der Erzabtei St. Martin zu Beuron“ aktiv und leitet diesen seit Oktober 2017. Der Verein unterstützt die Arbeit des Klosters Erzabtei Beuron. Bareiß ist Mitglied im Verwaltungsrat der Ausbildungs- und Berufsförderungsstätte Albstadt e. V., die junge Menschen beim Berufseinstieg unterstützt. Er ist zudem Mitglied des Kuratoriums der Deutschen Orient-Stiftung. In der Gesellschaft zum Studium strukturpolitischer Fragen ist er Vorsitzender des Beirates für Verkehr. Des Weiteren ist Bareiß Mitglied im Verwaltungsrates der Johanniter-Schwesternschaft, einem Ordenswerk des Johanniterordens. Bareiß ist Mitglied des Beirates der Pro RegioStadtbahn.
Bareiß war Mitglied im Berliner Kreis, einer informellen CDU-internen konservativen Gruppe von Modernisierungs- und Merkel-Skeptikern. 2016 distanzierte sich Bareiß vom Berliner Kreis. Er war Beiratsmitglied der Deutschen Rockwool GmbH & Co. KG. Von 2018 bis 2022 war er Vorsitzender des Aufsichtsrats der Deutschen Energie-Agentur (dena), im September 2022 wurde er Mitglied des Beirates der Plattform Nachhaltiger Schwerlastverkehr der dena.